# Hoplitis paralias
Hoplitis paralias är en biart som först beskrevs av Mavromoustakis 1954.  Hoplitis paralias ingår i släktet gnagbin, och familjen buksamlarbin. Inga underarter finns listade i Catalogue of Life.